# File control block
El FCB ("File control block", en español "Bloque de control de archivo") es el método utilizado en el sistema operativo MS-DOS de Microsoft para mantener información en memoria de un archivo abierto antes de que existiesen los directorios.

## Descripción técnica
En MS-DOS los ejecutables COM se cargan en memoria situando en la posición 80H de la memoria del proceso, un espacio en donde reside una estructura de datos para mantener ahí la información referente a que archivos tiene abiertos ese proceso, ese espacio de memoria recibe el nombre de DTA y los datos allí almacenados reciben el nombre de FCB.
FCB permite al igual que MS-DOS, longitudes de nombres de archivo de 8 caracteres como máximo y 3 caracteres adicionales para la extensión que identifica el tipo de archivo.
En FCB la estructura que almacena eso mide 36 bytes por cada archivo abierto en FCB descrito en el DTA.
FCB fue desechado con la aparición de los directorios en el sistema de archivos de MS-DOS, debido a que FCB no permite más que nombres de archivo de 8 caracteres máximo y no servía para almacenar rutas a archivo incluyendo directorios, fue sustituido entonces por los File Handlers ("Manejadores de archivo").
- Datos: Q1412592